# Karlizm

Krzyż burgundzki, używany często jako flaga karlistów

Karlizm (hiszp. carlismo, bask. karlismo, katal. carlisme) – hiszpański ruch społeczno-polityczny. Karliści zmierzają do odtworzenia tradycjonalistycznej Hiszpanii poprzez reformy konserwatywne, prokatolickie, decentralizacyjne, antyabsolutystyczne, antydemokratyczne i antyliberalne w duchu legitymistycznym. Rzadko i w wąskim znaczeniu termin „karlizm” funkcjonuje też na określenie różnych prądów politycznych w innych krajach.

## Charakterystyka

### Geneza
Pierwotnie mianem karlistów określano zwolenników infanta Don Carlosa, hrabiego Molina, który – zgodnie z prawem salickim, którym do tego czasu posługiwali się hiszpańscy Burbonowie – powinien w 1833 objąć tron Hiszpanii po śmierci swego brata Ferdynanda VII. Nazwa ruchu wywodzi się od jego imienia (Karol, hiszp. Carlos). Karlistów, reprezentujących kręgi katolickie i konserwatywne, ubiegli jednak zwolennicy reform, którzy doprowadzili do proklamowania królową trzyletniej Izabeli II.

### Wiek XIX
Przez cały XIX wiek zwolennicy Karola oraz jego potomków usiłowali przejąć władzę siłą, np. organizując próby zamachów stanu lub lokalnych powstań w latach 1846 (tzw. II wojna karlistowska), 1855 (tzw. alzamiento montemolinista), 1860 (tzw. ortegada), 1870 (tzw. escodada) i 1900 (tzw. octubrada). Pod względem skali walk najważniejsze są jednak dwie wojny domowe, znane jako pierwsza wojna karlistowska (1833–1840) oraz trzecia wojna karlistowska (1872–1876). Wszystkie te próby kończyły się klęskami.
Karliści toczyli też walkę w sferze metapolitycznej, przed wszystkim za pomocą sieci gazet i periodyków. W okresie izabelińskim oraz w okresie Restauracji uczestniczyli w wyborach i utrzymywali własną frakcję parlamentarną, która największe znaczenie miała w latach 60.; w późniejszym okresie składała się co najwyżej z kilkunastu deputowanych.
Karliści skupiali wokół siebie środowiska tradycjonalistyczne, które sprzeciwiały się przekształceniu Hiszpanii w monarchię konstytucyjną, a następnie w republikę. W okresach kryzysu państwa wokół karlizmu tworzył się szerszy prawicowy amalgamat polityczny. Z kolei w okresach stabilizacji politycznej to karlizm podlegał fragmentacji, zwłaszcza po secesji tzw. Integrystów w roku 1888.

### Wiek XX
Po kolejnej secesji tzw. Mellistów (1919) w trzeciej dekadzie XX wieku ruch przeżywał okres głębokiego kryzysu. Odrodził się w okresie republiki; partia posiadała wpływy głównie na terenach wiejskich północy Hiszpanii, szczególnie w prowincji Nawarra, a także w Baskonii, części Starej Kastylii i w Katalonii.
Podczas wojny domowej karliści opowiedzieli się po stronie rebeliantów, a ponad 50 000 ochotników walczyło w szeregach własnych zmilitaryzowanych formacji, zwanych requetés. W roku 1937 Franco utworzył partię państwową, Hiszpańską Falangę Tradycjonalistyczną; przymusowo połączył w jej ramach karlistów i falangistów. Stosunek karlizmu do reżimu frankistowskiego był niejednoznaczny, a sam ruch miał status półlegalny.
Niekwestionowana linia karlistowskich pretendentów wygasła w roku 1936 wraz ze śmiercią Alfonsa Karola I. Od tego czasu ruch uległ fragmentacji na tle dynastycznym. W okresie późnego frankizmu doszło również do rozłamu na tle ideowym: obok skrzydła ortodoksyjnego, opartego na tradycjonalizmie, wyłoniło się skrzydło radykalnie postępowe, skupione wokół haseł „socjalizmu samorządowego”.

### Wiek XXI
Obecnie przyznająca się do tożsamości karlistowskiej lewica tworzy Partido Carlista; jej liderem jest emeryt z nawarskiego miasteczka Villava, José Lázaro Ibáñez Compains. Skrzydło tradycjonalistyczne skupione jest w dwu ugrupowaniach. Comunión Tradicionalista Carlista nie popiera żadnego pretendenta i pozostaje w nurcie katolickiej ortodoksji; ugrupowaniem kieruje lokalny nawarski bibliofil i autor, Javier Garisoain Otero. Z kolei Comunión Tradicionalista popiera księcia Sykstusa oraz skłania się ku lefebryzmowi; do jesieni roku 2021 przewodził jej profesor filozofii José Miguel Gambra Gutiérrez, a po jego rezygnacji Sykstus nie powołał jeszcze nowego jefe delegado.
Organizacje karlistowskie odgrywają trzeciorzędną rolę w polityce hiszpańskiej, a ich wyniki w wyborach (jeśli biorą w nich udział) oscylują na granicy błędu statystycznego. Żadna z nich nie ma swoich przedstawicieli ani w Kortezach, ani w którymkolwiek z parlamentów wspólnot autonomicznych. Pojedynczy karliści zasiadają we władzach mniejszych miasteczek lub wspólnot wiejskich. W debacie publicznej najbardziej znanym karlistą jest profesor akademicki Miguel Ayuso Torres.

### Symbolika
Tradycyjnym nakryciem głowy i znakiem rozpoznawczym karlistów był i jest czerwony beret. Hymnem karlistów jest pieśń Oriamendi, a hasłem przewodnim „Dios, Patria, Fueros, Rey” (Bóg, Ojczyzna, Prawa Lokalne, Król).

## Inne znaczenia
We Francji w połowie XIX wieku terminy „carlisme” i „carlistes” funkcjonowały na określenie zwolenników obalonej w roku 1830 dynastii Burbonów, początkowo Karola X, a potem jego sukcesorów; w tym znaczeniu używał ich Chopin pisząc „kocham karlistów, nie cierpię filipistów”.
W Niemczech w początkach XX wieku mianem „Karlisten” określano zwolenników ewangelickiego pastora Wilhelma Adama Karla; stworzył on w Badenii ultrakonserwatywny i antyliberalny ruch polityczny, określany jako „Karlismus”.
W Austrii i na Węgrzech w latach 10. i 20. XX wieku terminu „Karlisten”/„karlisták” używano niekiedy w stosunku do zwolenników Karola Habsburga, w latach 1916–1918 władcy Austro-Węgier, a potem pretendenta do tronu węgierskiego.
W Brazylii w latach 20. i 30. XX wieku terminu „carlismo” i „carlistas” używano wobec stronników Antônia Carlosa Ribeiro de Andrada, początkowo prezydenta stanu Minas Gerais, a potem prezydenta ogólnokrajowej Izby Deputowanych.
W Rumunii w latach 30. XX wieku autokratyczne rządy króla Karola II nazywano „regimul carlist” lub „dictatură carlistă”, a jego polityczni zwolennicy określani byli jako „carlisti”; terminy te funkcjonują również we współczesnej historiografii.
W Peru w końcu lat 60. XX wieku mianem „carlismo” określano frakcję secesjonistów z Acción Popular, bliską politycznie prezydentowi Belaúnde i wspieraną głównie przez kręgi technokratyczno-burżuazyjne. Nazwę grupa ta zawdzięczała kilku politykom o imieniu Carlos: Carlosowi Ferreyros, Carlosowi Velarde Cabello i Carlosowi Muñoz.
W Brazylii na przełomie XX i XXI wieku terminu „carlismo” używano ponownie, ale w innym znaczeniu; nazywano w ten sposób popleczników Antônia Carlosa Magalhães. Przez kilka dekad zdominował on politykę w stanie Bahia, gdzie stworzył klientelistyczny system rządów.
Słowa „karlizm” używa się niekiedy na określanie niepolitycznych zjawisk związanych z osobami o imieniu lub nazwisku „Karol”. W Szwecji w XVIII wieku podjęto próbę stworzenia nordyckiego stylu architektonicznego, nazwanego karlizmem od imienia kilku kolejnych królów. Z kolei projektant mody Karl Lagerfeld stosował termin w ramach własnej kampanii marketingowej, określając tak swoje produkty lub wymyślone przez siebie bon-moty.